# Moustéru
Moustéru is een gemeente in het Franse departement Côtes-d'Armor (regio Bretagne) en telt 594 inwoners (1999). De plaats maakt deel uit van het arrondissement Guingamp.

## Geografie
De oppervlakte van Moustéru bedraagt 14,2 km², de bevolkingsdichtheid is 41,8 inwoners per km².

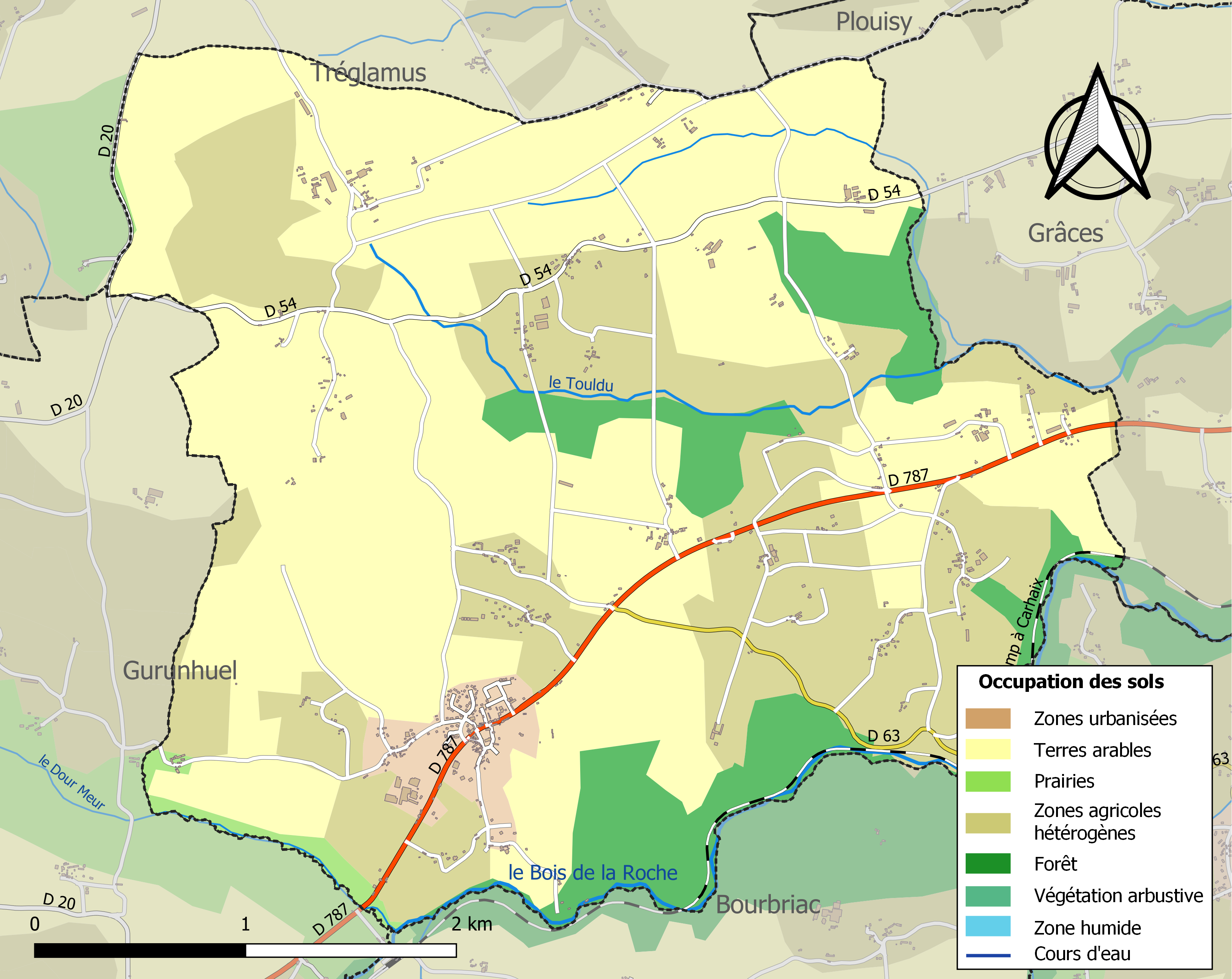
Kaart van de gemeente met de belangrijkste infrastructuur, bodemgebruik en omliggende gemeenten

## Verkeer en vervoer
In de gemeente ligt de spoorweghalte Moustéru.

## Demografie
Onderstaande figuur toont het verloop van het inwonertal (bron: INSEE-tellingen).

1. ↑  Populations de référence 2022.